# Aleiodes quebecensis
Aleiodes quebecensis är en stekelart som först beskrevs av Léon Abel Provancher 1880.  Aleiodes quebecensis ingår i släktet Aleiodes och familjen bracksteklar. Inga underarter finns listade i Catalogue of Life.